# توپوگرافی حوضه و کوهستان

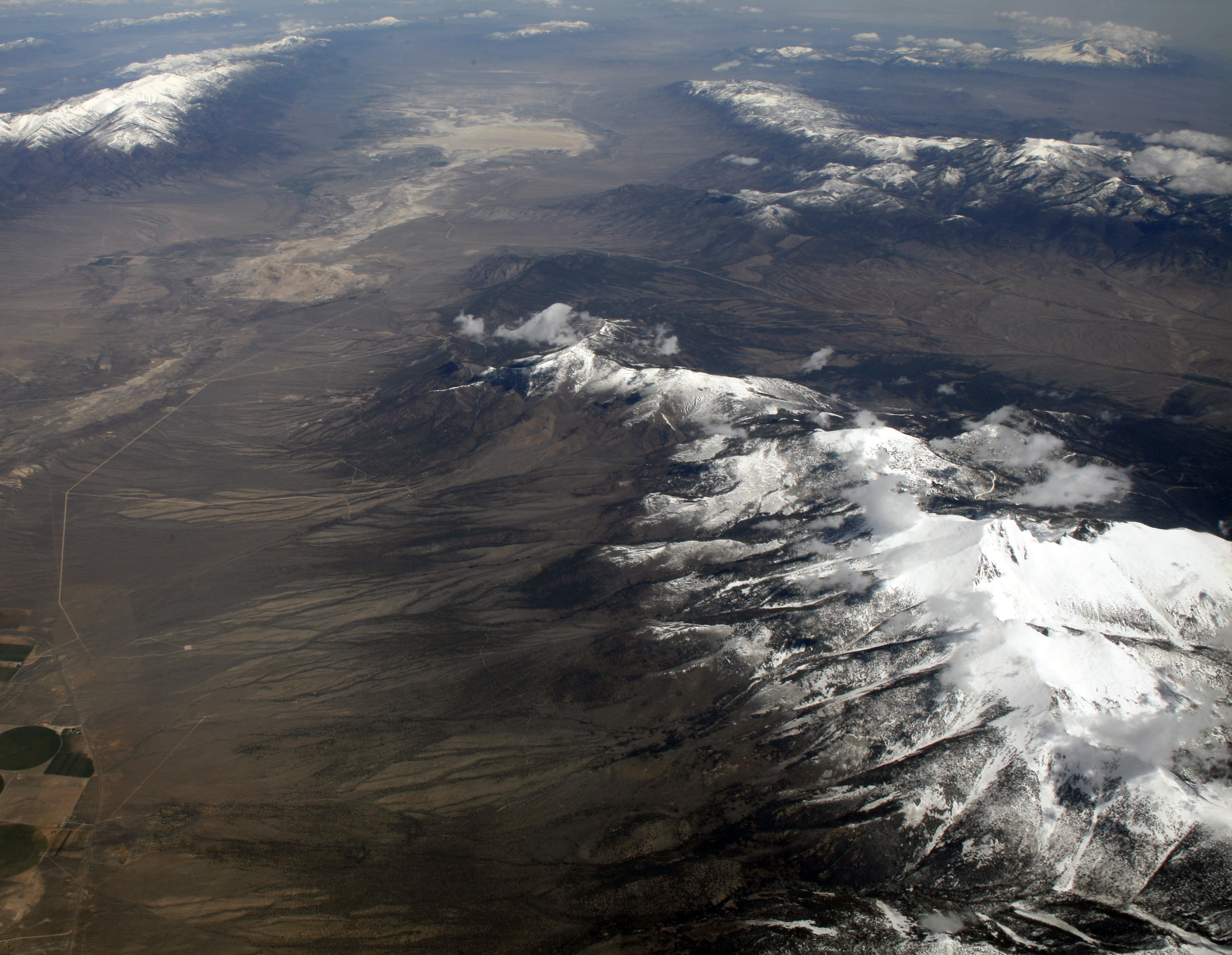
توپوگرافی حوضه و کوهستان دارای رشته کوه‌ها و دره‌های موازی متناوب است.

توپوگرافی حوضه و کوهستان (به انگلیسی: Basin and range topography) یک اصطلاح زمین‌شناسی برای مشخص کردن نوعی مکان‌نگاری است که به صورت مجموعه‌ای از رشته‌کوه‌های جدا و موازی با هم، با دره‌های عریض فی‌مابین که تا منطقه‌ای وسیع‌تر یا کوچک‌تر ادامه یافته‌اند توصیف می‌شود. استان حوضه و کوهستان یک ناحیهٔ فیزیکی-جغرافیایی در ایالات متحده است.